# 威舍站
威舍站是位于贵州省黔西南布依族苗族自治州兴义市威舍镇的一个铁路车站，建于1997年，邮政编码562412。南昆铁路经过该站，威红铁路在该站西向北分歧，西距昆明站308公里，东距南宁站520公里，北距红果站68公里。
威舍站隶属昆明铁路局昆明车务段，是昆明铁路局在南昆铁路上最东端的车站。目前是二等站，是南昆铁路最大的编组站。客运办理旅客乘降；行李、包裹托运；货运办理整车货物发到；危险货物仅办理农药、化肥发到。截至2013年，本站的工作人员大多来自1997年撤销的原开远铁路分局。